# سام رايت
سام رايت (بالإنجليزية: Sam Wright)‏ هو لاعب كرة قاعدة أمريكي، ولد في 25 نوفمبر 1848، وتوفي في 6 مايو 1928 في بوسطن في الولايات المتحدة.

## وصلات خارجية
- سام رايت على موقعبيزبول رفرنس.كوم (الدوري الرئيسي) (الإنجليزية)
- سام رايت على موقعبيزبول رفرنس.كوم (الدوري الثانوي) (الإنجليزية)